# Lista över Danmarks regenter
Lista över Danmarks regenter upptar de personer som har varit regenter (kungar, regerande drottningar och riksföreståndare) i kungariket Danmark sedan början av 900-talet. Listan inleds traditionellt med Gorm den gamle, då han är den förste danske kung, om vilken man har någorlunda säkra källor. Gorm avled omkring år 958 eller 964. Helt säkra källor finns dock först från Knut den stores tid, då en krönika tillkommer i skånska Lund. Alla tidigare upplysningar kommer från utländska källor och sju eller åtta runstenar. Upplysningar om när Knut I levde saknas, om han över huvud taget har funnits. Emellertid kallade sig Knut den helige själv Knut IV och därför är det numera tradition att räkna bakåt från honom. Det finns flera teorier om vem Knut I var. I några handskrifter, som utgår från Adam av Bremens verk, finns en Hardeknut före Gorm den gamle, medan vissa krönikor översätter namnet Gnupa med Knut. Detta kan stämma, eftersom g och k motsvaras av samma runa. I alla händelser finns i slutet av 900-talet en kung som i Danelagen låter slå mynt med namnet Knut. Numreringen av regenter beror på vilka kungar som tas med och när listans början sätts. I denna lista används den numrering som finns på det danska hovets hemsida.

## Knytlingaätten
| Namn Svenska · Danska           | Bild                                            | Födelse                                                         | Tillträde                                  | Frånträde                                | Död                                      | Källor |
| ------------------------------- | ----------------------------------------------- | --------------------------------------------------------------- | ------------------------------------------ | ---------------------------------------- | ---------------------------------------- | ------ |
| Gorm den gamle (Gorm den Gamle) | 1800-talsmålning av kung Gorm                   | Slutet av 800-talet son till Knut I                             | Kung 934                                   | 958/64                                   | 958/64                                   |        |
| Harald Blåtand (Harald Blåtand) | Kung Haralds dop på en dopfunt i Tamdrups kyrka | 932 son till Gorm den gamle och Tyra Danebot                    | Kung 958/64 vid Gorm den gamles död        | 985 eller 986                            | 985 eller 986                            |        |
| Sven Tveskägg (Svend Tveskæg)   |                                                 | 17 april 963 son till Harald Blåtand och Tove av Danmark        | Kung 985 eller 986 vid Harald Blåtands död | 3 februari 1014 i Gainsborough i England | 3 februari 1014 i Gainsborough i England |        |
| Harald II (Harald 2.)           |                                                 | Omkring 996/97 son till Sven Tveskägg och Sigrid Storråda       | Kung 1014 vid Sven Tveskäggs död           | 1018                                     | 1018                                     |        |
| Knut den store (Knud den Store) | 1200-talsmålning av kung Knut                   | Troligen omkring 995 son till Sven Tveskägg och Sigrid Storråda | Kung 1018 vid Harald II:s död              | 12 november 1035 i Shaftesbury i England | 12 november 1035 i Shaftesbury i England |        |
| Hardeknut (Hardeknud)           |                                                 | 1018 i England son till Knut den store och Emma av Normandie    | Kung 1035 vid Knut den stores död          | 8 juni 1042 i England                    | 8 juni 1042 i England                    |        |
| Namn Svenska · Danska           | Bild                                            | Födelse                                                         | Tillträde                                  | Frånträde                                | Död                                      | Källor |

## Hårfagreätten
| Namn Svenska · Danska             | Bild                         | Födelse                                                            | Tillträde                    | Frånträde                          | Död                                | Källor |
| --------------------------------- | ---------------------------- | ------------------------------------------------------------------ | ---------------------------- | ---------------------------------- | ---------------------------------- | ------ |
| Magnus den gode (Magnus den Gode) | Mynt med bild av kung Magnus | 1024 i Norge son till Olof den helige av Norge och frillan Alvhild | Kung 1042 vid Hardeknuts död | 25 oktober 1047 på danska Själland | 25 oktober 1047 på danska Själland |        |
| Namn Svenska · Danska             | Bild                         | Födelse                                                            | Tillträde                    | Frånträde                          | Död                                | Källor |

## Estridska ätten
| Namn Svenska · Danska | Bild | Födelse                                                                          | Tillträde | Frånträde                                                          | Död                                                                | Källor |
| --- | --- | -------------------------------------------------------------------------------- | --- | ------------------------------------------------------------------ | ------------------------------------------------------------------ | ------ |
| Sven Estridsson (Sven Estridsen) | | Omkring 1019 son till Ulf Torgilsson och Estrid Svensdotter                      | Kung 1047 vid Magnus den godes död                                                                             | 28 april 1076 på gården Søderup nära Åbenrå                        | 28 april 1076 på gården Søderup nära Åbenrå                        |        |
| Harald Hen (Harald Hen) | | 1041 illegitim son till Sven Estridsson                                          | Kung 1076 vid Sven Estridssons död Utropad till kung 1076 på landstinget på Själland                           | 17 april 1080                                                      | 17 april 1080                                                      |        |
| Knut den helige (Knud den Hellige) | Staty över kung Knut på en altartavla från Skt. Peders Kirke i Næstved, numera på Nationalmuseet i Köpenhamn | Omkring 1043 illegitim son till Sven Estridsson                                  | Kung 17 april 1080 vid Harald Heins död                                                                        | 10 juli 1086 mördad i Odense                                       | 10 juli 1086 mördad i Odense                                       |        |
| Olof Hunger (Oluf Hunger) | | Omkring 1050 illegitim son till Sven Estridsson                                  | Kung 10 juli 1086 vid Knut den heliges död                                                                     | 18 augusti 1095                                                    | 18 augusti 1095                                                    |        |
| Erik Ejegod (Erik Ejegod) | | Omkring 1056 illegitim son till Sven Estridsson                                  | Kung 18 augusti 1095 vid Olof Hungers död                                                                      | 10 juli 1103 på Cypern                                             | 10 juli 1103 på Cypern                                             |        |
| Nils Svensson (Niels Svendsen) | | Omkring 1064 illegitim son till Sven Estridsson                                  | Kung 1104 vid budet om Erik Ejegods död                                                                        | 25 juni 1134 i Slesvig                                             | 25 juni 1134 i Slesvig                                             |        |
| Erik Emune (Erik Emune) | | Omkring 1090 illegitim son till Erik Ejegod                                      | Kung 25 juni 1134 vid kung Nils död                                                                            | 18 september 1137 dödad på landstinget i Urnhoved nära Ribe        | 18 september 1137 dödad på landstinget i Urnhoved nära Ribe        |        |
| Erik Lamm (Erik Lam) | | Början av 1100-talet son till Håkan Sunnivasson och Erik Ejegods dotter Ragnhild | Kung 18 september 1137 vid Erik Emunes död                                                                     | 1146 abdikerad på grund av sjukdom                                 | 27 augusti 1146 i Odense                                           |        |
| Knut V (Knud 5.) | Mynt med kung Knuts bild på                                                                                  | Omkring 1129 son till Nils son Magnus och Rikissa av Polen                       | Kung på Jylland 1146 vid Erik Lamms abdikation i opposition mot Sven Grate                                     | 9 augusti 1157 mördad av Sven Grate i Roskilde                     | 9 augusti 1157 mördad av Sven Grate i Roskilde                     |        |
| Sven Grate (Svend Grathe) | | Omkring 1125 illegitim son till Erik Emune                                       | Kung på Själland 1146 vid Erik Lamms abdikation i opposition mot Knut V och Valdemar den store (från 1154)     | 23 oktober 1157 stupad på Grate hed i strid mot Valdemar den store | 23 oktober 1157 stupad på Grate hed i strid mot Valdemar den store |        |
| Valdemar den store (Valdemar den Store) | Staty över kung Valdemar i Ringsted                                                                          | 14 januari 1131 son till Erik Emunes son Knut Lavard och Ingeborg av Kiev        | Samkung med Knut V 1154 i opposition mot Sven Grate Kung över hela Danmark 23 oktober 1157 vid Sven Grates död | 12 maj 1182 i Vordingborg                                          | 12 maj 1182 i Vordingborg                                          |        |
| Knut VI (Knud 6.) | | 1163 son till Valdemar den store och Sofia av Minsk                              | Kung 12 maj 1182 vid Valdemar den stores död                                                                   | 12 november 1202                                                   | 12 november 1202                                                   |        |
| Valdemar Sejr (Valdemar Sejr) | | 9 maj eller 28 juni 1170 son till Valdemar den store och Sofia av Minsk          | Kung 12 november 1202 vid Knut VI:s död                                                                        | 28 mars 1241 i Vordingborg                                         | 28 mars 1241 i Vordingborg                                         |        |
| Erik Plogpenning (Erik Plovpenning) | | 1216 son till Valdemar Sejr och Berengaria av Portugal                           | Kung 28 mars 1241 vid Valdemar Sejrs död                                                                       | 9 eller 10 augusti 1250 mördad (halshuggen) av Abel                | 9 eller 10 augusti 1250 mördad (halshuggen) av Abel                |        |
| Abel (Abel) | | 1218 son till Valdemar Sejr och Berengária av Portugal                           | Utropad till kung 1 november 1250 på landstinget i Viborg efter Erik Plogpennings död                          | 29 juni 1252 dödad på Eiderstedt                                   | 29 juni 1252 dödad på Eiderstedt                                   |        |
| Kristofer I (Christoffer 1.) | | 1219 son till Valdemar Sejr och Berengária av Portugal                           | Kung 29 juni 1252 vid Abels död                                                                                | 29 maj 1259                                                        | 29 maj 1259                                                        |        |
| Erik Klipping (Erik Klipping eller Glipping) | | 1249 son till Kristofer I och Margareta Sambiria av Pommerellen                  | Kung 29 maj 1259 vid Kristofer I:s död                                                                         | 22 november 1286 mördad av samman- svurna i Finderup               | 22 november 1286 mördad av samman- svurna i Finderup               |        |
| Erik Menved (Erik Menved) | | 1274 son till Erik Klipping och Agnes av Brandenburg                             | Kung 22 november 1286 vid Erik Klippings död                                                                   | 13 november 1319                                                   | 13 november 1319                                                   |        |
| Kristofer II (Christoffer 2.) | Staty av kung Kristofer i Sorø                                                                               | 29 september 1276 son till Erik Klipping och Agnes av Brandenburg                | Kung 25 januari 1320 hylland på landstinget i Viborg efter Erik Menveds död                                    | 7 juni 1326 avsatt av greve Gerhard III av Holstein                |                                                                    |        |
| Valdemar III (Valdemar 3.) | Kung Valdemars sigill                                                                                        | 1314 son till hertig Erik II av Slesvig och Adelheid av Holstein                 | Kung 7 juni 1326 vid Kristofer II:s avsättning                                                                 | 23 februari 1329 abdikerad efter diverse uppror                    | 1364                                                               |        |
| Kristofer II (Christoffer 2.) | Staty av kung Kristofer i Sorø                                                                               |                                                                                  | Kung 23 februari 1329 vid Valdemar III:s abdikation                                                            | 2 augusti 1332 på Ålholms slott på Lolland                         | 2 augusti 1332 på Ålholms slott på Lolland                         |        |
| Danmark är vid denna tid bortpantat till utländska herrar (bland annat har den svenske kungen Magnus Eriksson köpt Skånelandskapen) och kungariket har därmed i praktiken upphört att existera. Under perioden 1332-1340 (som i Danmarks historia är känd som den kungalösa tiden) har landet därför ingen regent, utan styrs istället av den holsteinske greven Gerhard III som riksföreståndare. | |                                                                                  | |                                                                    |                                                                    |        |
| Valdemar Atterdag (Valdemar Atterdag) | | Omkring 1320 son till Kristofer II och Eufemia av Pommern                        | Utropad till kung 24 juni 1340 på landstinget i Viborg                                                         | 24 oktober 1375 på Gurres slott                                    | 24 oktober 1375 på Gurres slott                                    |        |
| Namn Svenska · Danska | Bild | Födelse                                                                          | Tillträde | Frånträde                                                          | Död                                                                | Källor |

## Bjälboätten
| Namn Svenska · Danska           | Bild         | Födelse | Tillträde                                    | Frånträde                              | Död                                    | Källor |
| ------------------------------- | ------------ | --- | -------------------------------------------- | -------------------------------------- | -------------------------------------- | ------ |
| Olof II (Oluf 2. eller Oluf 3.) | Olofs sigill | Början av december 1370 son till Valdemar Atterdags dotter Margareta och den svensk-norske kungen Håkan Magnusson, sonson till den svenske kungen Magnus Eriksson | Kung 3 maj 1376 efter Valdemar Atterdags död | 3 augusti 1387 på slottet Falsterbohus | 3 augusti 1387 på slottet Falsterbohus |        |
| Namn Svenska · Danska           | Bild         | Födelse | Tillträde                                    | Frånträde                              | Död                                    | Källor |

## Estridska ätten
| Namn Svenska · Danska     | Bild | Födelse                                                                 | Tillträde | Frånträde                                               | Död                                                     | Källor |
| ------------------------- | ---- | ----------------------------------------------------------------------- | --- | ------------------------------------------------------- | ------------------------------------------------------- | ------ |
| Margareta I (Margrete 1.) |      | Våren 1353 i Søborg dotter till Valdemar Atterdag och Helvig av Slesvig | Förmyndare för Olof II 3 maj 1376 10 augusti 1387 vald till regent (riksföreståndare) efter Olofs död Januari 1396 samregent med Erik av Pommern | 28 oktober 1412 pestdöd på sitt skepp i Flensburgs hamn | 28 oktober 1412 pestdöd på sitt skepp i Flensburgs hamn |        |
| Namn Svenska · Danska     | Bild | Födelse                                                                 | Tillträde | Frånträde                                               | Död                                                     | Källor |

## Gripätten
| Namn Svenska · Danska             | Bild                        | Födelse                                                                | Tillträde                                                                                 | Frånträde                        | Död                         | Källor |
| --------------------------------- | --------------------------- | ---------------------------------------------------------------------- | ----------------------------------------------------------------------------------------- | -------------------------------- | --------------------------- | ------ |
| Erik av Pommern (Erik af Pommern) | Porträtt av kung Erik, 1424 | 1382 son till hertig Vratislav VII av Pommern och Maria av Mecklenburg | Kung i januari 1396 (samregent med Margareta) Ensam regent 28 oktober 1412 vid hennes död | 23 juni 1439 avsatt och förjagad | 3 maj 1459 i polska Darłowo |        |
| Namn Svenska · Danska             | Bild                        | Födelse                                                                | Tillträde                                                                                 | Frånträde                        | Död                         | Källor |

## Pfalzisk-neumarktska ätten
| Namn Svenska · Danska                       | Bild | Födelse                                                                                         | Tillträde                                          | Frånträde                            | Död                                  | Källor |
| ------------------------------------------- | ---- | ----------------------------------------------------------------------------------------------- | -------------------------------------------------- | ------------------------------------ | ------------------------------------ | ------ |
| Kristofer av Bayern (Christoffer af Bayern) |      | 26 februari 1416 son till hertig Johan av Pfalz och Eriks av Pommern syster Katarina av Pommern | Kung 9 april 1440 vald efter kung Eriks avsättning | 6 januari 1448 i Helsingborg i Skåne | 6 januari 1448 i Helsingborg i Skåne |        |
| Namn Svenska · Danska                       | Bild | Födelse                                                                                         | Tillträde                                          | Frånträde                            | Död                                  | Källor |

## Oldenburgska ätten
| Namn Svenska · Danska        | Bild               | Födelse | Tillträde                                                                        | Frånträde | Död                                                     | Källor |
| ---------------------------- | ------------------ | --- | -------------------------------------------------------------------------------- | --- | ------------------------------------------------------- | ------ |
| Kristian I (Christian 1.)    |                    | Februari 1426 son till greve Didrik av Oldenburg och Hedvig av Holstein                                         | Kung 28 september 1448 vald efter kung Kristofers död                            | 21 maj 1481 | 21 maj 1481                                             |        |
| Hans (Hans)                  | Staty av kung Hans | 1 eller 2 februari 1455 son till Kristian I och Dorotea av Brandenburg                                          | Kung 21 maj 1481 vid Kristian I:s död                                            | 20 februari 1513 i danska Ålborg | 20 februari 1513 i danska Ålborg                        |        |
| Kristian II (Christian 2.)   |                    | 1 juli 1481 i Nyborg son till kung Hans och Kristina av Sachsen                                                 | Kung 20 februari 1513 vid kung Hans död                                          | 20 januari 1523 uppsagd tro och lydnad av ett jylländskt uppror 13 april 1523 avseglad från Danmark                                           | 25 januari 1559 i fängelse på Kalundborg på Själland    |        |
| Fredrik I (Frederik 1.)      |                    | 7 oktober 1471 i Haderslev son till Kristian I och Dorotea av Brandenburg                                       | 26 mars 1523 hyllad som kung i Viborg                                            | 10 april 1533 i Gottorp | 10 april 1533 i Gottorp                                 |        |
| Kristian III (Christian 3.)  |                    | 12 augusti 1503 i Gottorp son till Fredrik I och Anna av Brandenburg                                            | Vald till kung 4 juli 1534 efter Fredrik I:s död                                 | 1 januari 1559 på slottet Koldinghus i Kolding                                                                                                | 1 januari 1559 på slottet Koldinghus i Kolding          |        |
| Fredrik II (Frederik 2.)     |                    | 1 juli 1534 på slottet Haderslevhus son till Kristian III och Dorothea av Sachsen-Lauenburg                     | Kung 1 januari 1559 vid Kristian III:s död                                       | 4 april 1588 i klostret i Antvorskov | 4 april 1588 i klostret i Antvorskov                    |        |
| Kristian IV (Christian 4.)   |                    | 12 april 1577 på Frederiksborgs slott son till Fredrik II och Sofia av Mecklenburg                              | Kung 4 april 1588 vid Fredrik II:s död                                           | 28 februari 1648 på Rosenborgs slott | 28 februari 1648 på Rosenborgs slott                    |        |
| Fredrik III (Frederik 3.)    |                    | 18 mars 1609 på slottet Haderslevhus son till Kristian IV och Anna Katarina av Brandenburg                      | Kung 28 februari 1648 vid Kristian IV:s död                                      | 9 februari 1670 på Christiansborgs slott i Köpenhamn                                                                                          | 9 februari 1670 på Christiansborgs slott i Köpenhamn    |        |
| Kristian V (Christian 5.)    |                    | 15 april 1646 på slottet Duburg son till Fredrik III och Sofia Amalia av Braunschweig-Lüneburg                  | Kung 9 februari 1670 vid Fredrik III:s död                                       | 25 augusti 1699 i Köpenhamn i sviterna av en jaktolycka                                                                                       | 25 augusti 1699 i Köpenhamn i sviterna av en jaktolycka |        |
| Fredrik IV (Frederik 4.)     |                    | 11 oktober 1671 på Christiansborgs slott son till Kristian V och Charlotta Amalia av Hessen-Kassel              | Kung 25 augusti 1699 vid Kristian V:s död                                        | 12 oktober 1730 på slottet i Odense | 12 oktober 1730 på slottet i Odense                     |        |
| Kristian VI (Christian 6.)   |                    | 30 november 1699 på Christiansborgs slott son till Fredrik IV och Louise av Mecklenburg-Güstrow                 | Kung 12 oktober 1730 vid Fredrik IV:s död                                        | 6 augusti 1746 på Hirschholms slott | 6 augusti 1746 på Hirschholms slott                     |        |
| Fredrik V (Frederik 5.)      |                    | 31 mars 1723 på Christiansborgs slott son till Kristian VI och Sofia Magdalena av Brandenburg-Kulmbach          | Kung 6 augusti 1746 vid Kristian VI:s död                                        | 14 januari 1766 på Christiansborgs slott | 14 januari 1766 på Christiansborgs slott                |        |
| Kristian VII (Christian 7.)  |                    | 29 januari 1749 på Christiansborgs slott son till Fredrik V och Louise av Storbritannien                        | Kung 14 januari 1766 vid Fredrik V:s död                                         | Avlägsnad från regeringsmakten vid undertecknandet av en fullmakt 13 september 1770, då han led av psykisk sjukdom Formellt kung till sin död | 13 mars 1808 i Rendsburg                                |        |
| Fredrik VI (Frederik 6.)     |                    | 28 januari 1768 på Christiansborgs slott son till Kristian VII och Caroline Mathilde av Storbritannien          | Regent 14 april 1784 vid Kristian VII:s sjukdom Kung 13 mars 1808 vid dennes död | 3 december 1839 på Amalienborgs slott i Köpenhamn                                                                                             | 3 december 1839 på Amalienborgs slott i Köpenhamn       |        |
| Kristian VIII (Christian 8.) |                    | 18 september 1786 på Christiansborgs slott son till arvprins Fredrik och Sofia Fredrika av Mecklenburg-Schwerin | Kung 3 december 1839 vid Fredrik VI:s död                                        | 20 januari 1848 på Amalienborgs slott | 20 januari 1848 på Amalienborgs slott                   |        |
| Fredrik VII (Frederik 7.)    |                    | 6 oktober 1808 på Amalienborgs slott son till Kristian VIII och Charlotta Fredrika av Mecklenburg-Schwerin      | Kung 20 januari 1848 vid Kristian VIII:s död                                     | 15 november 1863 i Glücksburg | 15 november 1863 i Glücksburg                           |        |
| Namn Svenska · Danska        | Bild               | Födelse | Tillträde                                                                        | Frånträde | Död                                                     | Källor |

## Oldenburg-Sönderborg-Glücksburgska ätten
| Namn Svenska · Danska       | Bild | Födelse                                                                                                | Tillträde                                                | Frånträde                                        | Död                                              | Källor |
| --------------------------- | ---- | --- | -------------------------------------------------------- | ------------------------------------------------ | ------------------------------------------------ | ------ |
| Kristian IX (Christian 9.)  |      | 8 april 1818 i Gottorp son till hertig Wilhelm av Beck-Glücksburg och Louise Karolina av Hessen-Kassel | Kung 15 november 1863 vid Fredrik VII:s död              | 29 januari 1906 på Amalienborgs slott            | 29 januari 1906 på Amalienborgs slott            |        |
| Fredrik VIII (Frederik 8.)  |      | 3 juni 1843 i Det Gule Palæ i Köpenhamn son till Kristian IX och Louise av Hessen-Kassel               | Kung 29 januari 1906 vid Kristian IX:s död               | 14 maj 1912 i Hamburg                            | 14 maj 1912 i Hamburg                            |        |
| Kristian X (Christian 10.)  |      | 26 september 1870 på Charlottenlunds slott son till Fredrik VIII och Louise av Sverige                 | Kung 14 maj 1912 vid Fredrik VIII:s död                  | 20 april 1947 på Amalienborgs slott              | 20 april 1947 på Amalienborgs slott              |        |
| Fredrik IX (Frederik 9.)    |      | 11 mars 1899 på Sorgenfri slott son till Kristian X och Alexandrine av Mecklenburg-Schwerin            | Kung 20 april 1947 vid Kristian X:s död                  | 14 januari 1972 på Kommunehospitalet i Köpenhamn | 14 januari 1972 på Kommunehospitalet i Köpenhamn |        |
| Margrethe II (Margrethe 2.) |      | 16 april 1940 på Amalienborgs slott dotter till Fredrik IX och Ingrid av Sverige                       | Regerande drottning 14 januari 1972 vid Fredrik IX:s död | Abdikerade den 14 januari 2024                   |                                                  |        |
| Frederik X (Frederik 10.)   |      | 26 maj 1968 på Rigshospitalet i Köpenhamn, son till Margrethe II och Prins Henrik                      | Kung 14 januari 2024-                                    |                                                  |                                                  |        |
| Namn Svenska · Danska       | Bild | Födelse                                                                                                | Tillträde                                                | Frånträde                                        | Död                                              | Källor |

## Tronpretendenter
- Olof Haraldsson (Oluf Haraldsen) – Framträdde i Skåne 1138 med krav på tronen och riket. Kämpade mot Erik Lamm i några år, innan han stupade vid Tjuteå i Skåne 1141 eller 1143.